# Bradley Steven Perry
Bradley Steven Perry (Los Angeles, 23 de novembro de 1998) é um ator norte-americano, mais conhecido por interpretar Gabe Duncan na série de televisão Boa Sorte, Charlie! do Disney Channel.

## Carreira
Em 2007, iniciou sua carreira profissional atuando com 8 anos de idade com pequenos papéis nos filmes Choose Connor e Max Magnificent. No ano seguinte, ele fez sua estréia na televisão com um papel na série Without a Trace. No ano seguinte, Perry continuou a aparecer em pequenos papéis em filmes como a comédia da Disney Old Dogs, de 2009.
Em 2010, Perry conseguiu um papel de destaque na sitcom Boa Sorte, Charlie do Disney Channel. Na série, Perry interpretou o inteligente e intrigante Gabe Duncan, o terceiro de quatro irmãos da família Duncan (cinco a partir da 3ª Temporada) ao lado do companheiro de Disney e veterano Jason Dolley e Bridgit Mendler. Em 2011, Perry co-estrelou com Ashley Tisdale o filme A Fabulosa Aventura de Sharpay, um spin-off do filme High School Musical'. No filme, Perry interpretou Roger Elliston III, dono de um cão jovem e precoce rival de Sharpay, competindo para obter o seu cão um papel de protagonista, na Broadway. No mesmo ano, estrelou o filme ele estrelou o filme Boa Sorte Charle, é Natal!.
Em 2013, começou a atuar no papel principal da série Mega Med, do Disney XD, como Kaz, onde atuou ao lado de seu amigo Jake Short. Em 2014, Perry estrelou como Jack Parker no filme original do Disney XD, Pants on Fire, que estreou no canal em 9 de novembro. Em 2015, o Mega Med terminou, mas Perry continuou interpretando Kaz na série derivada Lab Rats: Elite Force, que estreou em março de 2016.

## Vida Pessoal
Perry vive no sul da Califórnia com seus pais e três irmãs mais velhas, Madison, Makenzie e Justine, Ele tem ascendência inglesa, hondurenha e italiana. Perry é fã de beisebol, e também é um ávido fã do New England Patriots. Também dedica seu tempo a diversas causas de caridade incluindo o Hospital Mattel da Criança, que oferece tratamento para crianças que sofrem de doenças pediátricas e Toys for Tots, que se dedica a doando brinquedos para as crianças desfavorecidas durante o natal. Seu patrimônio líquido é estimado em $2 milhões de dólares.[carece de fontes?]
Perry namorou por um ano com sua colega de Disney Channel, Sabrina Carpenter.

## Filmografia

### Filmes
| Ano  | Título                          | Papel                     | Notas                 |
| ---- | ------------------------------- | ------------------------- | --------------------- |
| 2007 | Choose Connor                   | Aluno                     |                       |
| 2007 | Magnificent Max                 | Georgie Rosenthal         | Curta-metragem        |
| 2009 | Old Dogs                        | Garoto jogador de futebol | Participação especial |
| 2009 | Who Shot Mamba?                 | David                     |                       |
| 2009 | Opposite Day                    | Guarda de segurança       |                       |
| 2009 | The Goods: Live Hard, Sell Hard | Jovem Don Ready           |                       |
| 2010 | Peacock                         | Jovem John                |                       |
| 2011 | A Fabulosa Aventura de Sharpay  | Roger Elliston            | Antagonista           |
| 2011 | Boa Sorte, Charlie! É Natal!    | Gabe Duncan               | Co-protagonista       |
| 2014 | Mentiroso Jack                  | Jack                      | Protagonista          |

### Televisão
| Ano       | Título                        | Papel             | Notas                                                       |
| --------- | ----------------------------- | ----------------- | ----------------------------------------------------------- |
| 2008      | Without a Trace               | Charlie           | Episódio 7.1: "Closure"                                     |
| 2010-2014 | Boa Sorte, Charlie!           | Gabe Duncan       | Elenco principal                                            |
| 2013      | Jessie                        | Gabe Duncan       | Episódio: "Good Luck Jessie: New York City Christmas"       |
| 2013-2015 | Mega Med                      | Kaz               | Protagonista                                                |
| 2015      | I Didn't Do It                | Dr. Scott Gabriel | Episódio: "The Doctor Is In"                                |
| 2015      | Lab Rats: Bionic Island       | Kaz               | "Lab Rats vs Mega Med, Parte 1" (Temporada 4, Episódio 11)  |
| 2016-2017 | Lab Rats: Elite Force         | Kaz               | Elenco principal, spin-off de Lab Rats e Mega Med           |
| 2016-2017 | Descendentes: Mundo de Vilões | Zevon             | Filho de Yzma / 2ª temporada                                |
| 2017      | Speechless                    | Donald            | Episódio: "H-e-r-Hero"                                      |
| 2019-2020 | Schooled                      | Alec Raday        | Episódios: "There's No Fighting in Fight Club" / "FeMellor" |